# Miguel María de Setién
Miguel María de Setién y González (Limpias, Santander, mayo de 1852 - Burgos, 27 de mayo de 1905) fue un abogado y político carlista español. 

## Biografía
Siendo joven participó en la tercera guerra carlista en el bando de Don Carlos y fue secretario personal del General Andéchaga, cuyos últimos momentos narró en su diario personal.
Estudió Derecho en la Universidad de Valladolid y ejerció como abogado en Burgos. Desde finales del siglo XIX era el jefe de la Comunión Tradicionalista en la provincia de Burgos, y destacó por su elocuencia como orador. Se le propuso presentarse para diputado a Cortes, pero rehusó por aversión al poder central y por la promesa que había hecho de no pisar jamás Madrid mientras Don Carlos no ocupase el trono.
Fue uno de los cinco concejales carlistas que resultaron elegidos en el ayuntamiento de Burgos en las elecciones municipales de mayo de 1895.
Estuvo casado en primeras nupcias con Concepción de Echánove Arcocha. Fue abuelo del escritor Miguel Delibes.